# Flauros
Flauros, auch Haures, Hauras oder Havres, ist ein Herzog in der christlichen Dämonologie. Er wird in der Pseudomonarchia Daemonum des Johann Weyer, einem Appendix der Schrift De praestigiis daemonum, unter dem Namen Flauros als 61. und in der Ars Goetia als 64. Geist in der Ordnung der bösen Geister erwähnt, dort unter dem Hauptnamen Haures. Er befehligt laut Pseudomonarchia Daemonum 20 beziehungsweise laut Ars Goetia 36 Legionen von Geistern und tritt in der Form eines Leopards auf, unter der Kontrolle eines Exorzisten auch in menschlicher Gestalt. Abhängig davon, ob er inmitten eines Dreiecks beschworen wird oder nicht, gibt er wahre Antworten zu vergangenen, gegenwärtigen und künftigen Dingen, oder belügt und täuscht den Exorzisten. Er vernichtet und verbrennt die Feinde des Exorzisten, wenn dieser es wünscht, und schützt diesen vor Versuchungen.
Möglicherweise besteht ein Zusammenhang zwischen ihm und Fleurety; allerdings sind für Fleurety sein Pferdefuß und sein Profil charakteristisch, was sich nicht mit der äußerlichen Beschreibung von Flauros deckt.